# Stosunki Mołdawii z Unią Europejską

Unia Europejska i Mołdawia

Stosunki między Unią Europejską a Mołdawią reguluje układ o partnerstwie i współpracy, który został podpisany 28 listopada 1994 r. na 10 lat, a wszedł w życie 1 lipca 1998 roku. Dotyczył on kwestii gospodarczych i politycznych (przestrzeganie demokracji i praw człowieka, zwalczanie przestępczości), zwracając szczególną uwagę na problem Naddniestrza.
We wrześniu 2003 roku Mołdawia zaproponowała integrację z Unią Europejską, w wyniku czego 24 lutego 2004 roku na posiedzeniu Rady Współpracy włączono ten kraj do Europejskiej Polityki Sąsiedztwa. W tym samym roku ustalono plan działań, który przyjęto 22 lutego 2005 roku. Określał on cele współpracy na następne 3 lata. Najważniejsze jego postanowienia dotyczyły m.in. rozwiązywania konfliktu o Naddniestrze i przybliżania mołdawskiego prawa do unijnego.
23 marca 2003 roku UE ustanowiła specjalnego przedstawiciela dla Mołdawii, którym został Rumun Adriaan Jacobovits de Szeged (od 1 marca 2007 r. stanowisko to piastuje Węgier Kálmán Mizsei). W sporze o Naddniestrze UE stoi po stronie Mołdawii, czego przejawem było ustanowienie w 2003 r. zakazu wydawania wiz wjazdowych na teren UE przywódcom Naddniestrza. Unia stara się pomóc rozwiązać konflikt wspierając wysiłki OBWE, jednak żąda wycofania rosyjskich składów amunicji. Od 2005 r. UE jako obserwator bierze udział w rozmowach pokojowych wraz z Mołdawią, Naddniestrzem, Ukrainą, Rosją, OBWE i USA (jako obserwator), jednak w 2006 roku nastąpił zastój w rozmowach.
7 listopada 2005 roku na mocy wspólnego działania UE ustanowiła Misję Pomocy Granicznej dla Mołdawii i Ukrainy, której zadaniem była pomoc w kontroli na granicy z Naddniestrzem. Została ona ustanowiona na 2 lata i brali w niej udział strażnicy z większości krajów UE.
6 października 2006 roku UE otworzyła delegację Komisji Europejskiej w Kiszyniowie.
Od maja 2009 roku Mołdawia jest członkiem Partnerstwa Wschodniego.
27 czerwca 2014 Mołdawia podpisała umowę stowarzyszeniową z UE.
2 lutego 2014 r. Odbyły się dwa referenda; jeden z nich miał miejsce w autonomicznym regionie Mołdawii, Naddniestrzu (Приднестровье), w którym przeważająca większość wyborców odrzuciła integrację z UE i preferowała bliższe związki z Rosją.